# ベン・ワット
ベン・ワット（英語: Ben Watt、1962年12月6日 - ）ことベンジャミン・ブライアン・トーマス・ワット（Benjamin Brian Thomas Watt）は、イギリスのミュージシャン、歌手、ソングライター、作家、DJ、ラジオパーソナリティ。エヴリシング・バット・ザ・ガールの一人として有名。

## 生い立ち
ロンドンのメリルボーンで生まれ、バーンズで育つ。スコットランド人のジャズ・バンドリーダー、アレンジャーのトミー・ワットと、ショービズ・ライターのロマニー・ベインの息子である。4人の兄弟がいる。

## レコーディング・アーティスト
1981年、インディー・レーベルのチェリーレッドでレコーディングを始める。ファースト・シングルの「Cant」はケヴィン・コインがプロデュースを手掛け、リチャード・アレンがヴィオラとタンバリンでフィーチャーされている。1982年、2枚目にリリースした5曲入りEPの『Summer into Winter』ではロバート・ワイアットをバッキング・ボーカルとピアノでフィーチャーする。1983年、デビュー・アルバム『ノース・マリン・ドライブ』をリリースし、全英インディペンデント・アルバム・チャートでトップ10入りを果たす。その後、ソロ活動を辞め、トレイシー・ソーンとエヴリシング・バット・ザ・ガールを結成。エヴリシング・バット・ザ・ガールはイギリスで8枚のゴールド・アルバムと、1枚のプラチナ・アルバム、そしてアメリカ合衆国では1枚のゴールド・アルバムを獲得。1995年には、シングル「ミッシング」がアメリカ・Billboard Hot 100で2位を獲得した。
2000年、エヴリシング・バット・ザ・ガール活動休止以降、ワットはアンダーグラウンド・エレクトロニック・ミュージックの世界に、DJ、そしてレコーディング・アーティスト/音楽プロデューサーとして入る。この時期にワットは、「Lone Cat (Holding On)」や、サナンダ・マイトレイヤをフィーチャーした「A Stronger Man」、エステルをフィーチャーした「Pop A Cap in Yo' Ass」も収録されている『Outspoken EP Part 1』、『Just a Blip』、『Guinea Pig』などをリリース。
2014年、ワットはフォーク・ジャズのルーツに戻り、スウェードの元メンバーであるバーナード・バトラーを含む新しいバンドと共に、1983年以来となるソロ・アルバム『ヘンドラ』をリリース。ベルリンを拠点とするプロデューサーのユアン・ピアソンと、ピンク・フロイドのデヴィッド・ギルモアも制作に携わる。アルバムは2014年に設立した自身のレーベル「Unmade Road」からリリースされた。アルバム『ヘンドラ』のサポートとして、イギリス、アメリカ合衆国、日本、オーストラリアのツアーを含む60以上の公演を行う。2014年のAIM Independent Music AwardsでBest 'Difficult' Second Albumを獲得。2014年、『Uncut』誌のトップ75アルバムで27位を獲得。『ローリング・ストーン』誌（ドイツ版）では2014年ベスト・アルバムで2位を獲得。日本の『ミュージック・マガジン』誌でも2014年のベスト・アルバム3位と記載された。
2016年、3枚目となるソロアルバム『フィーヴァー・ドリーム』をリリース。ロンドンにあるRAK Studiosでセルフ・プロデュースしたこのアルバムでは、バーナード・バトラーの他に、ヒス・ゴールデン・メッセンジャーのMC テイラーや、シンガーソングライターのマリッサ・ナデラーをゲストとして迎える。『Uncut』誌では、10段階評価の9とするレビューを獲得。「ガーディアン」紙のレビューでは4つ星を獲得し、「50代前半にして彼はキャリアで一番良い音楽を制作している」とコメント。

## 作家
ワット初の回想録『Patient』（ペンギン・グループ、1996年）では、自身が1992年エヴリシング・バット・ザ・ガールのアメリカツアー中に発症したチャーグ・ストラウス症候群とその経験について書かれている。「デイリー・テレグラフ」紙のミック・バウンはこの回想録について、「経験の恐ろしさ、皮肉な面白さ、そして凄まじい感動が驚くほど確実に書かれている。集中治療の辛さと屈辱を経験する人は多いが、その経験についてここまでも鮮やかで明快に書く人は少ない」と述べている。「ニューヨーク・タイムズ」紙の注目すべき本、「サンデー・タイムズ」紙のブック・オブ・ザ・イヤー、『ヴィレッジ・ヴォイス』誌のリテラリー・サプリメント・フェイバリット・ブック・オブ・ザ・イヤーにリストされ、エスクァイア-ウォーターストーンズのベスト・ノンフィクション賞のファイナリストとなった。
2作目の回想録『Romany and Tom』は、2014年にブルームズベリー出版社から出版された。「ガーディアン」紙は「センチメンタルでも獰猛でもないが賢く、段落ごとに面白さと感動が引き出され、数々のワットのレコードに匹敵する作品となっている」と記載している。『ロサンゼルス・レビュー・オブ・ブックス』は「ワットは現実の感覚を息をのむほどはっきり、美しく、明確に表現している」と述べている。2014年9月にはサミュエル・ジョンソン賞の候補に入った。

## 私生活
ワットは妻で、共同作業者でもあるトレイシー・ソーンと共に、ロンドンのハムステッドに住んでいる。1981年にハル大学で出会った2人は27年共に過ごした後、2008年に結婚。1998年に双子の娘ジーンとアルフィーが生まれ、2001年には息子のブレイクが生まれた。

## ディスコグラフィ

### アルバム
- 『ノース・マリン・ドライブ』 - North Marine Drive (1983年、Cherry Red)
- 『ヘンドラ』 - Hendra (2014年、Unmade Road)
- 『フィーヴァー・ドリーム』 - Fever Dream (2016年、Unmade Road)
- Storm Damage (2020年、Unmade Road)